# レプソルダ (小惑星)

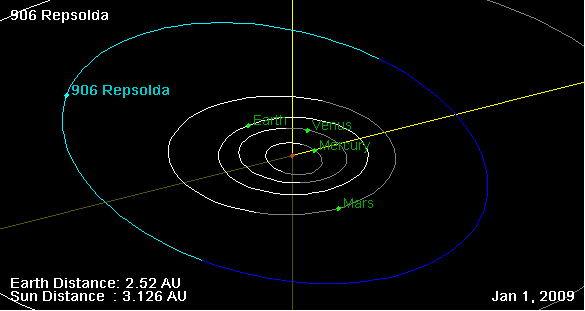
レプソルダの軌道図

レプソルダ (906 Repsolda) は、小惑星帯に位置する小惑星である。ベルゲドルフのハンブルク天文台でアルノルト・シュヴァスマンによって発見された。
ドイツの天文家のヨハン・ゲオルク・レプソルトに因んで命名された。